# Louis Antoine de Saint-Just
 (mars 2025).
 (novembre 2024).
Si vous disposez d'ouvrages ou d'articles de référence ou si vous connaissez des sites web de qualité traitant du thème abordé ici, merci de compléter l'article en donnant les références utiles à sa vérifiabilité et en les liant à la section « Notes et références ».
Cet article concerne Saint-Just, l'homme politique lié à la Révolution française. Pour les autres significations, voir Saint-Just (homonymie).
Ne doit pas être confondu avec Emmanuel Marie Michel Philippe Fréteau de Saint-Just.
Louis Antoine Léon de Saint-Just, parfois surnommé l'Archange de la Terreur, né le 25 août 1767 à Decize (Nivernais, aujourd'hui Nièvre) et mort guillotiné le 10 thermidor an II (28 juillet 1794) à Paris, place de la Révolution (actuelle place de la Concorde), est un homme politique français de la Révolution française. Plus jeune élu à la Convention nationale, Saint-Just est membre du groupe des Montagnards. Soutien indéfectible de Robespierre, il est emporté dans sa chute, le 9 thermidor.
D'une éloquence remarquée, il se distingue par l'intransigeance et l'inflexibilité de ses principes prônant l'égalité et la vertu, ainsi que par l'efficacité de ses missions au cours desquelles il redresse la situation de l'armée du Rhin et participe à la victoire des armées républicaines à Fleurus. Combattant politiquement les Girondins, les Hébertistes puis les Indulgents, il fait voter la confiscation des biens des ennemis de la République au profit des patriotes pauvres. Il est l'orateur désigné des robespierristes dans leurs conflits avec les autres partis politiques à la Convention nationale, c'est lui qui lance les accusations et les réquisitoires à la Convention contre Danton ou Hébert. Pour éviter les massacres dont sont responsables les sans-culottes dans les départements, notamment en Vendée, ou pour centraliser la répression, ce point fait débat, il fait supprimer les Tribunaux révolutionnaires départementaux et rassemble toutes les procédures au Tribunal révolutionnaire de Paris.
C'est aussi un théoricien politique, ainsi, il est notamment l'inspirateur de la Déclaration des droits de l'homme et du citoyen de 1793, de la Constitution de l'an I ou l'auteur d'un ouvrage parlant des principes de la Révolution française.
Lors du 9 thermidor, il défend Robespierre contre les accusations de Barère et Tallien. Mis en état d'arrestation avec lui, il garde le silence jusqu'à sa mort, le lendemain, où il est guillotiné sur la place de la Révolution avec les 104 robespierristes exécutés, à l'âge de 26 ans. Son corps et sa tête sont ensuite jetés dans une fosse commune.
La légende noire touchant à ce personnage, et aux robespierristes de manière générale, s'est maintenue dans la recherche historique jusqu'à la seconde moitié du XXe siècle, avant d'être progressivement réévaluée à partir de cette période par les historiens plus récents. Il est jusqu'à l'époque perçu comme cruel, sanguinaire et ayant une sexualité débridée et violente.

## Biographie

### Enfance et formation

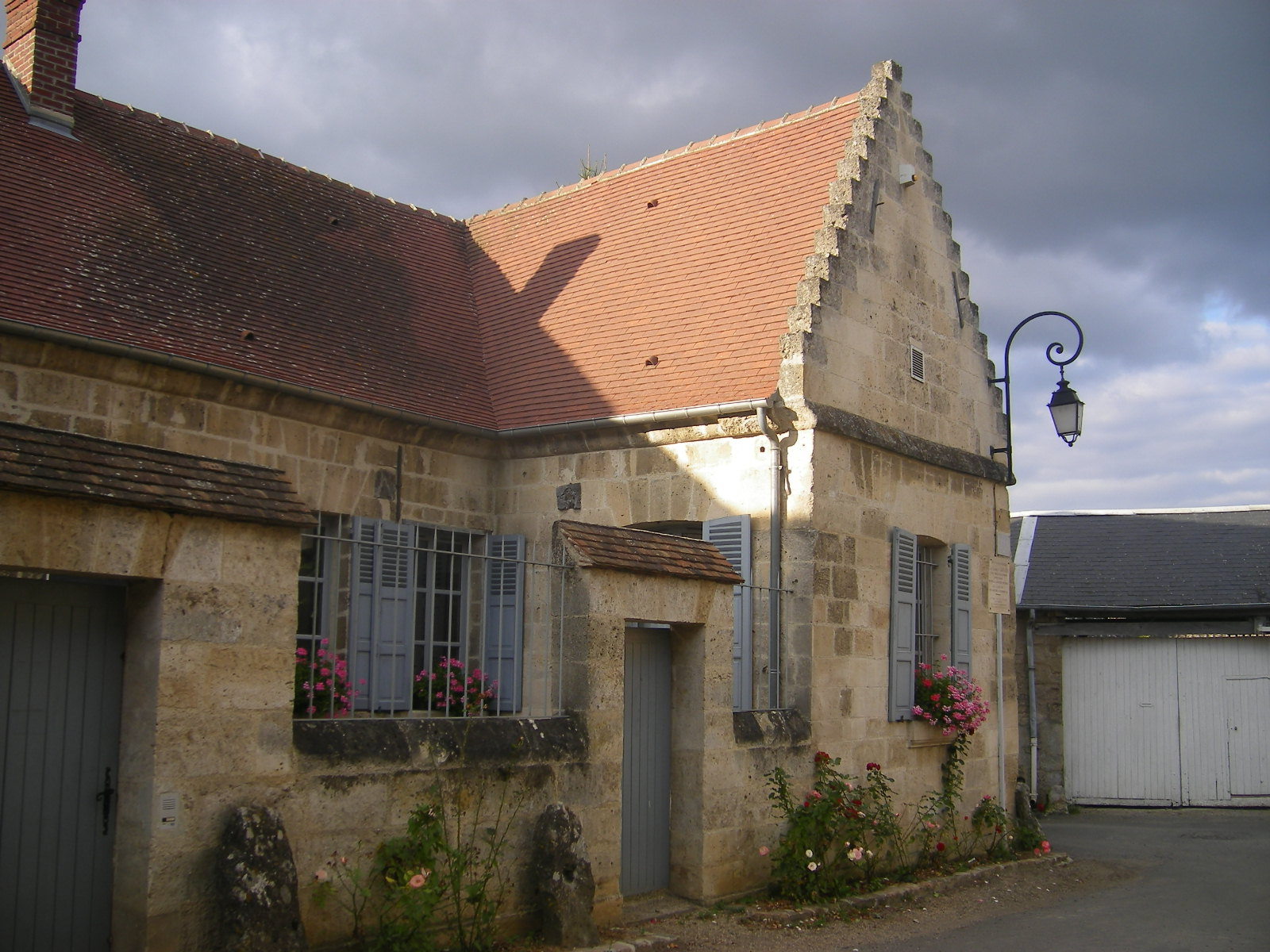
La maison de Saint-Just à Blérancourt, actuellement musée.

Louis Antoine de Saint-Just est le fils aîné de Louis Jean de Saint-Just de Richebourg (8 novembre 1716 – 8 septembre 1777), un capitaine de cavalerie décoré de l'ordre de Saint-Louis, et de Marie-Anne Robinot (née à Decize le 8 juin 1734, morte en 1815), elle-même fille de Léonard Robinot, conseiller, notaire royal et grenetier au grenier à sel de Decize, et de Jeanne Houdry, mariés le 10 mai 1766.
Louis Antoine est né le 25 août 1767 à Decize, dans le Nivernais, et il est baptisé le même jour dans l'église de la ville : son parrain est Jean Antoine Robinot, curé de Verneuil, et sa marraine est Françoise Ravard. Il est aussitôt mis en nourrice à Verneuil jusqu'à l'âge de huit ans. Après un court séjour à Morsain lors duquel naissent les deux sœurs d'Antoine, Louise-Marie-Anne et Marie-Françoise-Victoire, le 12 septembre 1768 et le 10 novembre 1769, la famille retourne à Decize, où les oncles de Louis Antoine exercent des responsabilités municipales.
En octobre 1776, la famille déménage pour la Picardie, et s'installe dans une vaste demeure à Blérancourt, où le père meurt un an plus tard, laissant la famille dans une gêne relative puisque sa veuve conserve le privilège d'exemption de l'impôt ordinaire. Après avoir fréquenté l'école du village, Saint-Just est mis en pension de 1779 à 1785 au collège Saint-Nicolas des Oratoriens de Soissons (actuel collège Saint-Just), établissement coté où son oncle et son père avaient déjà étudié et où il côtoie les enfants de la classe aisée et dirigeante de la province. À la fin de 1785, au cours de ses vacances, il s'éprend de Louise-Thérèse Sigrade Gellé, fille de Louis-Antoine Gellé, notaire royal au bailliage de Coucy-le-Château, mais son père le dédaigne et marie, assez précipitamment, sa fille à un clerc de son étude. Celle-ci le fuira pour rejoindre Saint-Just à Paris en juillet 1793.
Après avoir fui le domicile maternel pour se rendre à Paris à la suite d'une dispute, il y est interné dans une maison de correction, rue de Picpus, de septembre 1786 à mars 1787, à la suite d'une lettre de cachet obtenue à son encontre par sa mère. L'épisode de la maison de correction a probablement eu une influence sur son poème Organt, critique de la monarchie absolue et de l'Église, au caractère parfois pornographique et dans la tradition cynique, publié au printemps 1789.
Devenu ensuite clerc auprès de maître Dubois procureur de Soissons, il s'inscrit en octobre 1787 à la faculté de droit de Reims, qu'avaient déjà fréquentée Brissot et Danton, avant de rentrer l'année suivante à Blérancourt, où il séjourne jusqu'en septembre 1792.

### Les débuts de la Révolution

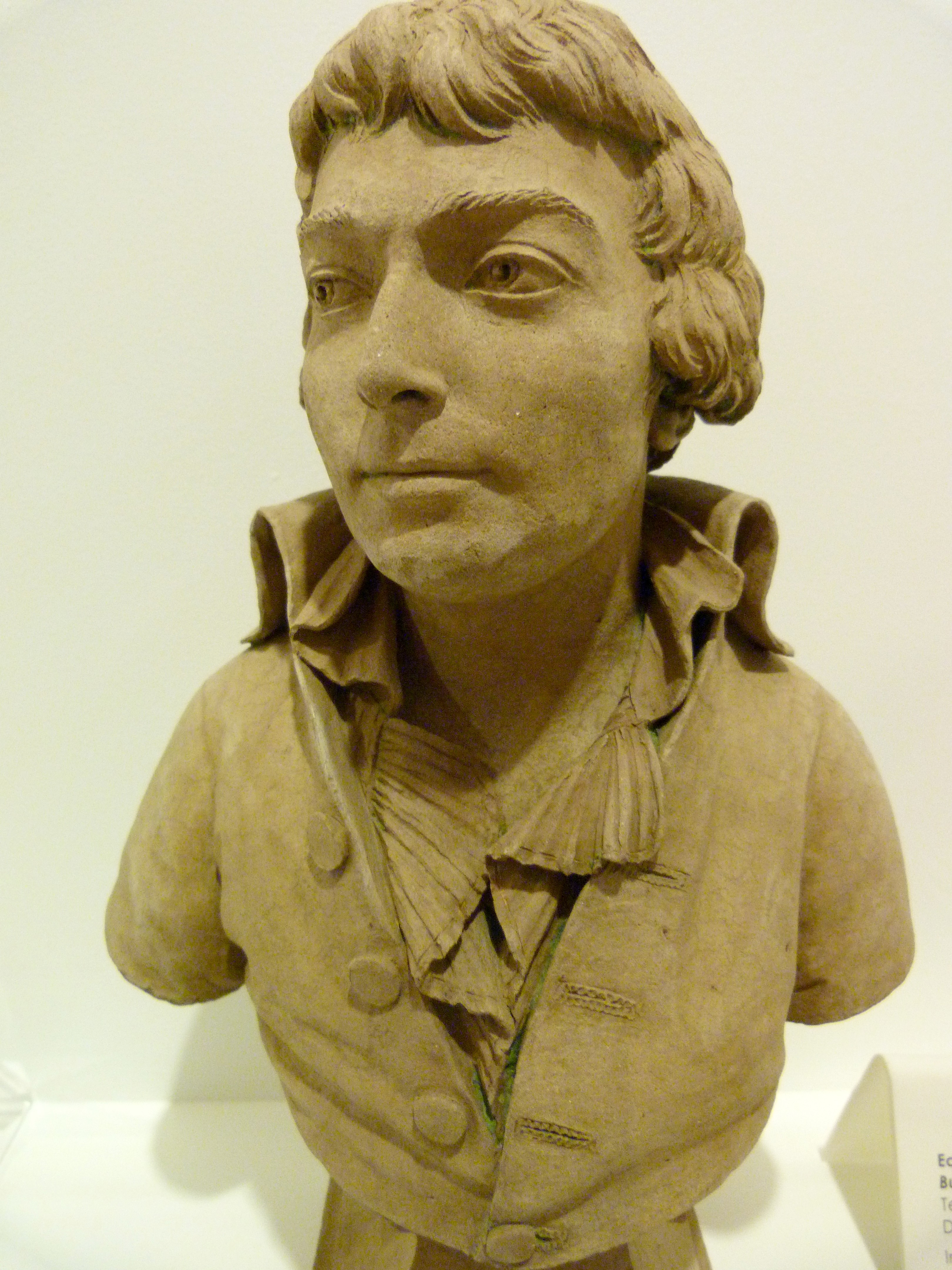
Anonyme, Saint-Just, fin du XVIIIe siècle, buste en terre cuite, Versailles, musée Lambinet.

Il assiste aux débuts de la Révolution à Paris, puis part rejoindre sa famille à Blérancourt. C'est au contact de cette population rurale qu'il fait son apprentissage d'homme politique en s'impliquant fortement dans la vie locale. Dans cette proximité avec les plus démunis de ses concitoyens de Blérancourt, opposés à la clientèle d'un domaine administré par un régisseur qui entretient des formes désuètes de féodalité, il se forge la conviction « que les nobles ne sauraient être soumis sans contrainte aux conséquences de la Révolution ».
Révolutionnaire exalté, il participe à la Fête de la Fédération en 1790, fait partie du cortège qui escorte Louis XVI au retour de sa tentative de fuite. Il fait la connaissance de Robespierre, à qui il écrit une première lettre en août 1790, et dont il devient un des proches. Comme ce dernier, il est fasciné par la culture gréco-romaine (d'où sont issues la démocratie et la République) et se compare volontiers à Brutus.
Se morfondant à Blérancourt et souhaitant à tout prix rejoindre Paris, Saint-Just fait campagne dans la circonscription de Chauny pour les élections de 1791 à l'Assemblée législative. Il rédige alors et fait publier à Paris l'Esprit de la Révolution et de la Constitution de France, qui constitue "autant un texte politique qu’un objet à même d’appuyer les prétentions électorales", lui permettant de gagner en popularité. Malgré le succès de son ouvrage et son investissement politique public, sa candidature est révoquée en raison de son âge. Il est finalement élu, pour le département de l'Aisne, le 5 septembre 1792, le 5e sur 12 avec 349 voix sur 600 votants. Il entre alors à la Convention, dont il est le benjamin, et, convaincu de la nécessité d'une révolution sociale, rejoint les Montagnards. Dès son premier discours du 13 novembre 1792, il y est un des principaux orateurs, aussi bien lors du procès de Louis XVI, lors duquel il prononce ces phrases, selon une rhétorique implacable inspirée de Rousseau : « On ne peut régner innocemment », « tout roi est un rebelle ou un usurpateur », « Puisque Louis XVI, dit-il, fut l'ennemi du peuple, de sa liberté et de son bonheur, je conclus à la mort », que lors de la rédaction de la Constitution. Sa dureté et son incontestable talent rhétorique, qui feront de lui une des voix de la Montagne puis du Comité de salut public, se déchaînent contre ses adversaires girondins.

### Missions (mars 1793 – juin 1794)

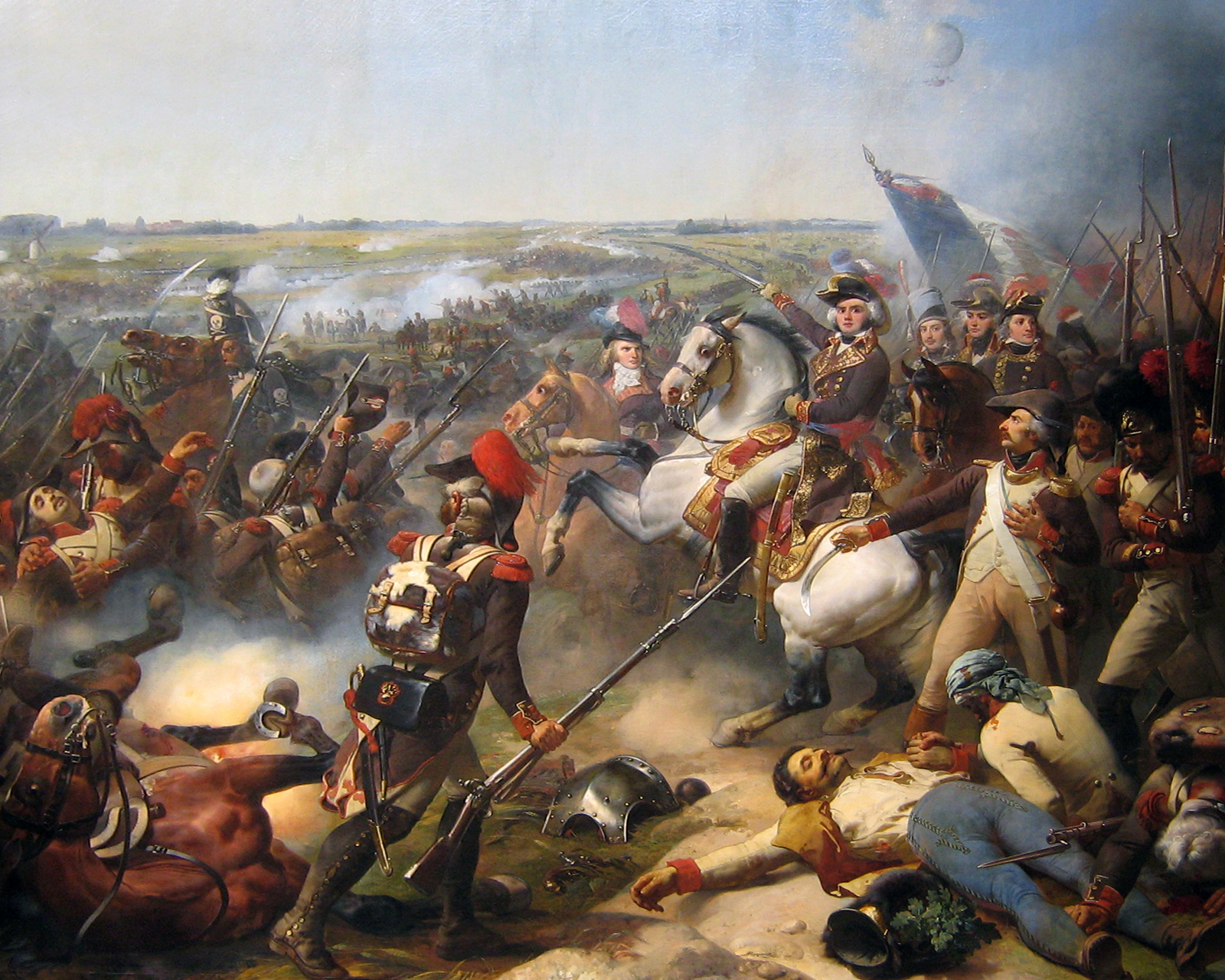
Jean-Baptiste Mauzaisse, La Bataille de Fleurus (1837), musée du château de Versailles.
Victoire française du général Jourdan, le 26 juin 1794, contre l'armée autrichienne menée par les princes de Cobourg et d'Orange (à droite de Jourdan, Saint-Just en mission, derrière lui Kléber, Championnet et Marceau).

Le 9 mars 1793, il est envoyé par décret dans les Ardennes et l'Aisne avec Jean-Louis Deville, qui était déjà son ami avant la Révolution, pour la levée de 300 000 hommes. De retour dès le 31 mars à Paris, où il intervient aux Jacobins, sa mission prend officiellement fin par décret du 30 avril.
Adjoint au Comité de salut public le 31 mai 1793, puis élu le 10 juillet, lors de l'extension du comité, il est envoyé dans l'Aisne, l'Oise et la Somme par arrêté du comité du 18 juillet, mais ne remplit pas cette mission,.
Le 16 octobre 1793, au nom du Comité de salut public, Saint-Just présente devant la Convention un rapport sur la loi contre les Anglais, un texte législatif qui plaçait sous surveillance étroite tous les sujets anglais résidant en France. Ce rapport est produit devant l'assemblée constituante révolutionnaire alors qu'un député demande l'abolition de la loi ou de son application à tous les étrangers. Sur la base de ce rapport, la Convention décrète la détention jusqu'à la paix de tous les étrangers, sujets des États contre lesquels la République était en guerre,.
Nommé ensuite par arrêté du comité du 17 octobre et décret du 22 octobre représentant aux armées avec son ami et conventionnel Philippe Le Bas, il rejoint l'armée du Rhin jusqu'au 6 janvier 1794, hormis un séjour à Paris du 14 au 20 frimaire an II (4 – 10 décembre 1793). Les deux représentants transforment le 5 brumaire an II (26 octobre 1793) le tribunal militaire en « commission spéciale et révolutionnaire » afin d'accélérer les procédures et de renforcer la sévérité contre les prévaricateurs et les « partisans de l'ennemi ». Saint-Just fait prendre Bitche et délivrer Landau.
Envoyé ensuite à l'armée du Nord avec Le Bas par arrêté du Comité de salut public du 3 pluviôse an II (22 janvier 1794), il est de retour à Paris le 25 pluviôse (13 février).
Il est alors partie prenante en mars et avril 1794 de la chute des Hébertistes, puis des Dantonistes.
À la suite d'un arrêté du Comité de salut public du 10 floréal (29 avril), il repart en mission dans l'armée du Nord avec Le Bas. Partisan de l'offensive à outrance, il dirige de facto les opérations, au début de mai, et, en dépit des vives réserves de plusieurs généraux comme Kléber ou Marceau, ordonne de lancer une offensive sur Charleroi qui échoue. Son action est en revanche couronnée par les victoires de Courtrai le 23 prairial (11 juin) et de Fleurus le 8 messidor (26 juin). Se posant en spécialiste des questions militaires, du fait de ses diverses missions auprès des armées, il s'oppose à cette époque à Carnot.
Le Comité l'ayant rappelé par une lettre datée du 6 prairial (25 mai), il rentre à Paris le 12 prairial (31 mai). Puis un arrêté du Comité en date du 18 prairial (6 juin) le charge d'une mission aux armées du Nord et de l'Est, « de la mer jusqu'au Rhin ». Il est de retour dans la capitale le 11 messidor (29 juin).

### Thermidor an II (juillet 1794): la chute

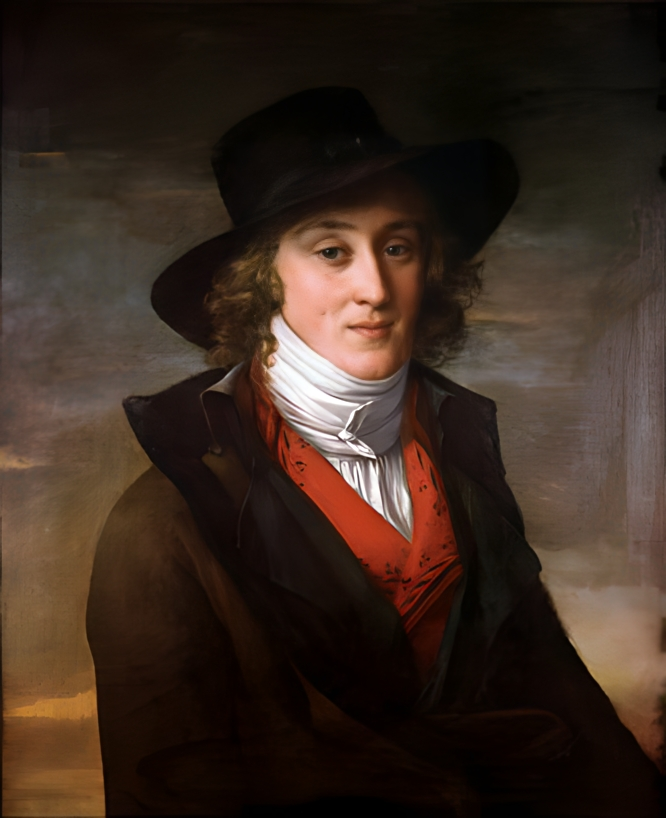
Attribué à David, Saint-Just, fin du XVIIIe siècle, musée franco-américain du château de Blérancourt.

Lors de la crise de thermidor, il tente avec Barère de rétablir la concorde au sein des comités publics, organisant notamment la réunion du 5 thermidor (23 juillet). À cette occasion, il est chargé de lire un rapport devant la Convention sur les heurts qui ont secoué le gouvernement révolutionnaire.
Mais le discours de Robespierre devant l'assemblée, le 8 thermidor (26 juillet) accélère le dénouement de la crise. Pris à partie dans la nuit par Billaud-Varenne et Collot d'Herbois, il réoriente son discours dans un sens plus critique à l'égard de ces deux hommes, indiquant au cinquième paragraphe : « quelqu'un cette nuit a flétri mon cœur ». Toutefois, bien loin de chercher à abattre ses ennemis, il espère, à travers cette intervention, rétablir l'entente parmi les membres du Comité de salut public. En conclusion, il propose à la Convention un décret affirmant que les institutions républicaines, alors en préparation, « présenteront les moyens que le gouvernement, sans rien perdre de son ressort révolutionnaire, ne puisse tendre à l'arbitraire, favoriser l'ambition, et opprimer ou usurper la représentation nationale ».
Le lendemain, alors qu'il commence son discours, il est interrompu par Tallien et, plutôt que de se battre, se mure dans un énigmatique silence hautain ; il est décrété d'accusation. Libéré par l'insurrection de la Commune de Paris, il se laisse arrêter par les troupes fidèles à la Convention, le matin du 10 thermidor, et est guillotiné, à l'âge de vingt-six ans, avec les principaux partisans de Robespierre dans l'après-midi.

## Œuvres

### Citations
- « On n'a point de vertus politiques sans orgueil, et on n'a point d'orgueil dans la détresse. »
- « Un peuple n’a qu’un ennemi dangereux, c’est son gouvernement[26]. »

Une phrase, non référencée ni sourcée et qu'il n'a peut-être à ce titre jamais prononcée ni écrite, lui est attribuée :
- « Pas de liberté pour les ennemis de la liberté. »

### Liste de ses œuvres
- Organt, poème rédigé en 1787 – 1789, publié au printemps 1789[27]. À propos de cette œuvre, l’historien Gérard Walter note : « Le livre, à son apparition, passa presque complètement inaperçu (il est inexact, comme le prétend Barère dans ses Mémoires, qu’un ordre ministériel ordonna de rechercher l’auteur pour le mettre à la Bastille et que Saint-Just fut dénoncé et poursuivi en Picardie où il habitait). Le libraire que Saint-Just avait chargé de la publication de cet ouvrage, crut pouvoir faire une bonne affaire en le remettant en vente trois ans après, muni d’une nouvelle page de titre, et en l’intitulant, cette fois, poème lubrique[28].
- Arlequin-Diogène, pièce de théâtre rédigée en 1789.
- L'Esprit de la Révolution et de la Constitution de France, rédigé en 1790, publié par Beuvin en juin 1791 sous le nom de « Louis-Léon de Saint-Just »[3]. Saint-Just y expose ses réflexions sur la Révolution française. Soucieux de se faire mieux connaître en attendant d'être éligible, il y fait preuve d'une certaine modération en critiquant peu Louis XVI et Marie-Antoinette restant ainsi dans la ligne de pensée majoritaire, un an après la prise de la Bastille. On trouve dans cet ouvrage la base des idées constitutionnelles qu'il développera à partir de 1792. La lecture de cet ouvrage montre l'influence importante qu'ont eue Montesquieu et Rousseau sur les penseurs révolutionnaires.
- De la Nature, de l'état civil de la cité ou les règles de l'indépendance du gouvernement, texte inachevé, rédigé vraisemblablement entre septembre 1791 et septembre 1792, publié à titre posthume par Albert Soboul en 1951.
- Les Fragments d'institutions républicaines, texte fragmentaire et inachevé rédigé entre l'automne 1793 et juillet 1794, publié à titre posthume chez Fayolle en 1800 (édition incomplète) avec une introduction anonyme de Gateau, ami de Saint-Just. Cette première édition est réimprimée en 1831 chez Techener à l'initiative de Charles Nodier, puis fait l'objet de nombreuses rééditions, y compris dans les Œuvres complètes publiées en 1908 par Charles Vellay. Albert Soboul publie une première édition complète en 1948, puis une nouvelle version, recomposée en neuf fragments, chez Einaudi en 1952. Alain Liénard publie en 1976 sous le titre de Théorie politique une version qui suit scrupuleusement le texte et l'ordre des fragments et reproduit les passages biffés, en les signalant. En 1984, dans les Œuvres complètes parues chez Gérard Lebovici, Michèle Duval propose un fragment extrait des Papiers inédits trouvés chez Robespierre, Saint-Just, Payan, etc., supprimés ou omis par Courtois (1828) et un autre du Rapport Courtois fait au nom de la commission chargée de l'examen des papiers trouvés chez Robespierre et ses complices (nivôse an III), complétés par un fragment de l'édition de 1800 des Institutions républicaines, la réédition des textes édités en 1949 dans les Annales historiques de la Révolution française par Albert Soboul et extraits d'un carton des Archives nationales consacré à Robespierre, enfin un fragment et le passage d'un bref récit romanesque issus du carnet de Saint-Just. L'édition de 2004 des Œuvres complètes reproduit l'état actuel du manuscrit, comme Alain Liénard, ajoutant à la fin et de manière distincte le texte du carnet et les fragments parus dans l'édition de 1800 qui ne figurent pas dans le manuscrit dans son état actuel[29].

### Éditions récentes
- Œuvres complètes, édition établie et présentée par Anne Kupiec et Miguel Abensour, éd. Gallimard, coll. « Folio histoire », 2004.
- L’esprit de la révolution suivi de : Fragments sur les institutions républicaines, introduction par Michel Vovelle, éd. 10/18, coll. « Fait et Cause », 2003.
- Œuvres complètes, édition établie par Michèle Duval, volume relié, éd. Champ libre, Paris, 1984. Réédité par les éditions Ivrea, Paris, 2003.
- On ne peut pas régner innocemment (Discours sur les Constitutions de la France), avec une postface de Joël Gayraud, éd. Mille et une Nuits, Paris, 1997.
- Rendre le peuple heureux. Rapports et décrets de ventôse. Institutions républicaines, textes établis et présentés par Pierre-Yves Glasser et Anne Quennedey, La fabrique, Paris, 2013.

## Postérité
En 1886, le sculpteur Jean Baffier réalise une statue en plâtre de Saint-Just d'environ un mètre de haut. Elle est conservée au musée de la Révolution française.

### Hommages

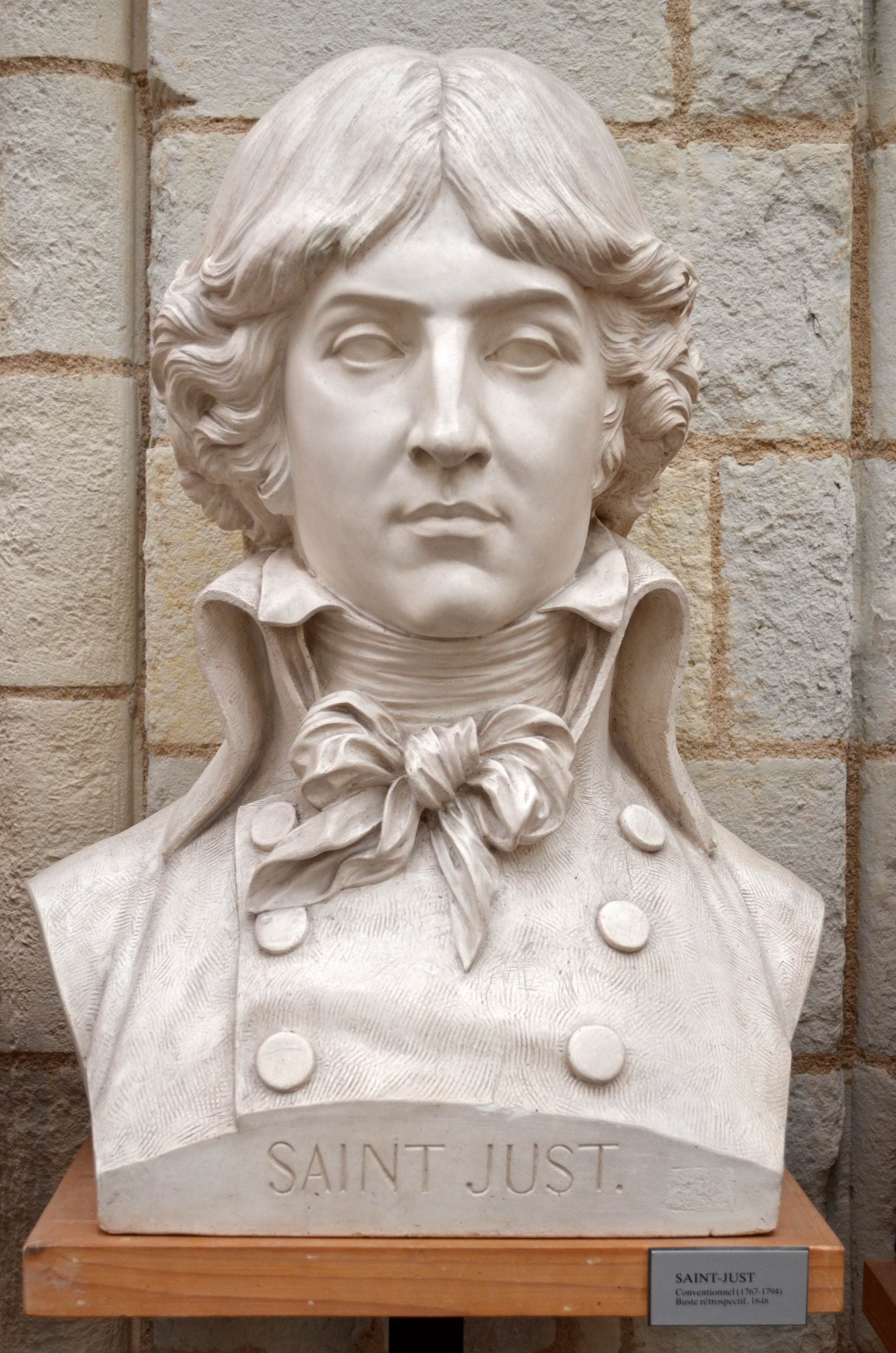
David d'Angers, Louis Antoine de Saint-Just (1848), Angers, galerie David d'Angers.

- Rue Louis-Antoine-de-Saint-Just à Amiens, Coulounieix-Chamiers, Évreux, Liévin, Saint-André de Sangonis, rue Louis-de-Saint-Just à Chaumontel, Poitiers, Vénissieux, Villepinte, rue Louis-Saint-Just à Achères, Cabestany, Châlons-en-Champagne, Lorient, Villerupt, rue Antoine-Saint-Just à Carvin, Brest, Ivry-sur-Seine, Harfleur, La Courneuve, La Plaine-Saint-Denis, Le Havre, Lille, Montargis, Montreuil, Nanterre, Noisy-le-Sec, Pontault-Combault, Reims, Ris-Orangis, Vaux-le-Pénil, Decize, La Possession, Arcueil, rue Saint-Just à Villeneuve-Saint-Georges, au Blanc-Mesnil, et à Toulouse.
- Avenue Saint-Just à Nevers.
- Square Louis-Antoine-de-Saint-Just à Camon (Somme).
- Place Saint-Just à Maromme, Decize et Bobigny.
- École primaire publique Saint-Just à Decize[30].
- École élémentaire à Arbonne-la-Forêt (77)
- Rue Saint-Just dans un quartier du 17e arrondissement de Paris, qui appartenait avant les années 1930 à la ville Clichy-sur-Seine.
- A proximité se trouve le square Saint-Just.
- Collège Saint-Just à Soissons, où il a été élève.
- En revanche, le lycée de Saint-Just à Lyon (Rhône-Alpes) tire son nom du quartier de Lyon, hommage à Just de Lyon, 13e évêque de Lyon au milieu du IVe siècle.

### Saint-Just dans la littérature
- Bernard Vinot, Saint-Just, 1985, biographie éditée par Fayard.
- Alexandre Dumas, Les Blancs et les Bleus, Paris, 1867.
- Dominique Jamet, Antoine et Maximilien ou la terreur sans la vertu, Paris, Denoël, 1986.
- Christophe Bigot, L'Archange et le Procureur, sorti en 2008, édité par Gallimard.
- Georg Büchner, La Mort de Danton, drame en quatre acte, 1835.
- Michel Benoit, Saint-Just la liberté ou la mort éditée en 2017 Editions de Borée
- Michel Benoit, : Théâtre " D'entre les morts " Pièce dramatique en 2 actes créée aux Forges royales de Guérigny dans le cadre du bicentenaire de la naissance de Saint-Just.

### Saint-Just au cinéma et à la télévision
- 1927 : Napoléon, film d'Abel Gance qui interprète lui-même le rôle de Saint-Just. Abel Gance tournera des plans complémentaires lors de la nouvelle version du film en 1970 intitulée Bonaparte et la Révolution produit par Claude Lelouch.1964 : La Terreur et la Vertu (2 épisodes : « Danton » et « Robespierre »), téléfilm de Stellio Lorenzi, émission La caméra explore le temps : il est incarné par Denis Manuel.
- 1967 : Week-end, film de Jean-Luc Godard ; le rôle de Saint-Just est interprété par Jean-Pierre Léaud.
- 1968 : Le personnage principal interprété par Bourvil dans La Grande Lessive (!) de Jean-Pierre Mocky s'appelle Armand Saint-Just en hommage au révolutionnaire.
- 1974 : Saint-Just et la Force des choses, téléfilm en deux parties par Pierre Cardinal : Saint-Just est interprété par Patrice Alexsandre.
- 1975 : dans le manga Très cher frère... de Ryoko Ikeda, Rei Asaka se fait appeler Saint-Just.
- 1979 : il apparaît dans Lady Oscar, une série animée tirée du manga La Rose de Versailles.
- 1983 : Danton, un film franco-polonais d'Andrzej Wajda : Bogusław Linda est Saint-Just.
- 1989 : La Révolution française, de Robert Enrico et Richard T. Heffron : il est incarné par Christopher Thompson.
- 2009 : dans le documentaire britannique Terror ! Robespierre and the French Revolution , diffusé sur la chaîne BBC, son rôle est tenu par George Maguire.
- 2011 : dans le film d'animation La Tragédie de l'homme de Marcell Jankovics, Saint-Just apparaît luttant contre Adam ayant pris les traits de Danton.
- 2013 : dans l’émission française Une femme dans la Révolution, Saint-Just est interprété par Félicien Juttner.
- 2016 : dans le film Les Visiteurs : La Révolution de Jean-Marie Poiré, Louis Antoine de Saint-Just est incarné par Mathieu Spinosi.
- 2018 : il est incarné par Niels Schneider dans le film Un peuple et son roi, réalisé et écrit par Pierre Schoeller.